# Bleket
Bleket – miejscowość (tätort) w Szwecji, w regionie administracyjnym (län) Västra Götaland, w gminie Tjörn.
Według danych Szwedzkiego Urzędu Statystycznego liczba ludności wyniosła: 406 (31 grudnia 2015), 446 (31 grudnia 2018) i 465 (31 grudnia 2019).